# Крюково (Харовский район)
Крюково — деревня в Харовском районе Вологодской области.
Входит в состав Разинского сельского поселения (с 1 января 2006 года по 8 апреля 2009 года входила в Шевницкое сельское поселение), с точки зрения административно-территориального деления — в Шевницкий сельсовет.
Расстояние до районного центра Харовска по автодороге — 39 км, до центра муниципального образования Горы по прямой — 13 км. Ближайшие населённые пункты — Бурчевская, Лариониха, Лукинская, Максимовская, Никулинское, Дорогушиха, Ратновская.
По переписи 2002 года население — 122 человека (58 мужчин, 64 женщины). Преобладающая национальность — русские (97 %).